# Simona Lo Iacono
Simona Lo Iacono (Siracusa, 17 luglio 1970) è una scrittrice italiana.

## Biografia
Nata nel 1970 a Siracusa, svolge la professione di magistrato presso il tribunale di Catania.
Curatrice di una rubrica sul blog LetteratitudineNews e sul quotidiano La Sicilia, dopo il racconto I semi delle fave del 2006, ha pubblicato il suo primo romanzo, Tu non dici parole, nel 2008 al quale sono seguite altre 8 opere.

## Opere

### Romanzi
- Tu non dici parole, Roma, G. Perrone, 2008 ISBN 978-88-6316-041-3.
- Stasera Anna dorme presto, Roma, Cavallo di ferro, 2011 ISBN 978-88-7907-097-3.
- Effatà, Roma, Cavallo di ferro, 2013 ISBN 978-88-7907-125-3.
- Le streghe di Lenzavacche, Roma, edizioni E/0, 2016 ISBN 978-88-6632-723-3.
- Il morso, Vicenza, Neri Pozza, 2017 ISBN 978-88-545-1492-8.
- L'albatro, Vicenza, Neri Pozza, 2019 ISBN 978-88-545-1795-0.
- La tigre di Noto, Vicenza, Neri Pozza, 2021 ISBN 978-88-545-2064-6.
- Il mistero di Anna, Vicenza, Neri Pozza, 2022 ISBN 978-88-545-2336-4.
- Virdimura, Milano, Guanda, 2024 ISBN 978-88-235-3399-8.

### Racconti
- I semi delle fave, Siracusa, Romeo Editore, 2006 ISBN 887428067X.
- La coda di pesce che inseguiva l'amore con Massimo Maugeri, Siracusa, Sampognaro & Pupi, 2010 ISBN 9788895760186.

## Premi e riconoscimenti
- Nel 2008 ha vinto il Premio Vittorini Opera Prima per Tu non dici parole.
- Nel 2013 le è stato assegnato il premio Premio Martoglio per Effatà[3].
- Nel 2017 ha vinto il Premio Chianti per Le Streghe di Lenzavacche[4].
- Ha vinto il Premio Città di Erice 2 volte, nel 2020 per L'Albatro e nel 2022 per La tigre di Noto[5].
- Nel 2024 ha vinto il Premio Vittorini con Virdimura[6]